# Рай-Олександрівка (Сіверськодонецький район)
Ра́й-Олекса́ндрівка — село в Україні у Лисичанській міській територіальній громаді Сіверськодонецького району Луганської області. Населення становить 76 осіб.

## Населення
За даними перепису 2001 року населення села становило 76 осіб, з них 92,11% зазначили рідною українську мову, а 7,89% — російську.

## Історія

### Російське вторгнення в Україну, 2022р.
22 червня 2022 року село перебуває під тимчасовою російською окупацію.